# Отношения Бразилии и Сан-Томе и Принсипи
Отношения Бразилии и Сан-Томе и Принсипи — двусторонние дипломатические отношения между Бразилией и Сан-Томе и Принсипи. Государства являются членами «Содружества португалоязычных стран», «Группы 77» и Организации Объединённых Наций.

## История

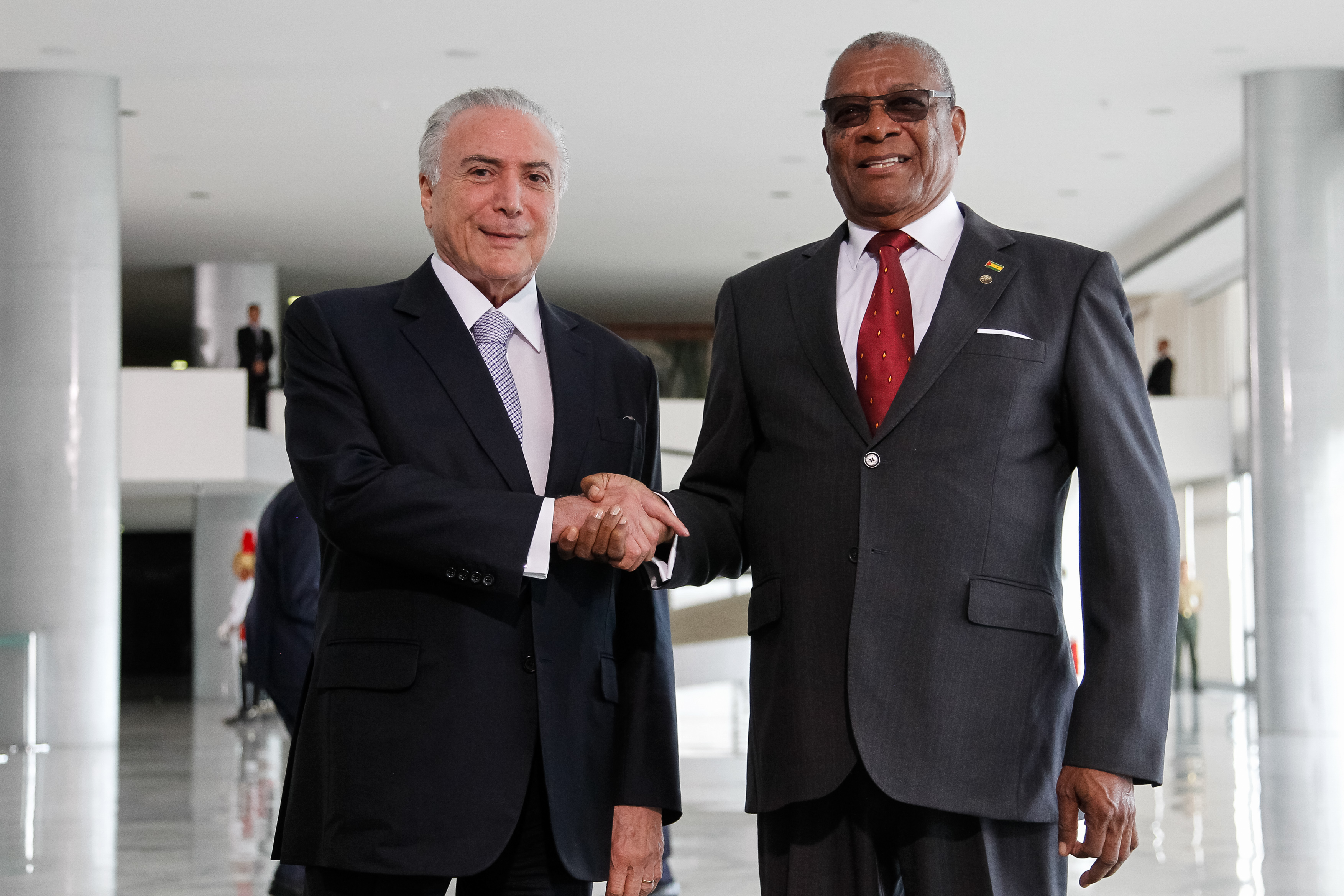
Президент Бразилии Мишел Темер и президент Сан-Томе и Принсипи Эваришту Карвалью в Бразилиа в 2018 году.

Государства на протяжении трехсот лет были объединены в составе Португальской империи. Будучи частью Португальской империи, Сан-Томе и Принсипи использовались в качестве отправной точки во время трансатлантической работорговли из континентальной Африки в Бразилию. С 1815 по 1822 год Сан-Томе и Принсипи находились под управлением Бразилии во время переезда португальского двора в Бразилию.
В июле 1975 года Сан-Томе и Принсипи получили независимость от Португалии. В том же году Бразилия признала независимость Сан-Томе и Принсипи. В декабре 1975 года Бразилия открыла посольство в Сан-Томе. В июне 1984 года государства подписали Соглашение о культурном сотрудничестве и Соглашение о научно-техническом сотрудничестве.
В ноябре 2003 года президент Бразилии Луис Инасиу Лула да Силва совершил официальный визит на Сан-Томе и Принсипи, став первым главой бразильского государства, посетившим эту страну. В ходе своего визита Лула да Силва открыл посольство Бразилии в Сан-Томе и подписал соглашения о сотрудничестве с такими проектами, как Bolsa Família, семейное фермерство, грамотность, образование и спорт. Лула да Силва также совершил символическую доставку на Сан-Томе и Принсипи партии из 2592 книг, подаренных министерством культуры Бразилии. В 2004 году президент Сан-Томе и Принсипи Фрадике де Менезеш совершил официальный визит в Бразилию.
В марте 2008 года в Сан-Томе был открыт «Центр бразильских исследований». «Бразильское агентство сотрудничества» оказывает помощь и разрабатывает проекты в нескольких различных областях Сан-Томе и Принсипи, включая инфраструктуру, сельское хозяйство, грамотность, здравоохранение и профилактику ВИЧ / СПИДа.

## Дипломатические представительства
- У Бразилии есть посольство в Сан-Томе[5].
- Интересы Сан-Томе и Принсипи в Бразилии представлены через постоянное представительство при Организации Объединённых Наций в Нью-Йорке.